# Dasypus septemcinctus
Tatou à sept bandes
Espèce
Statut de conservation UICN

 LC  : Préoccupation mineure
Le tatou à sept bandes, Dasypus septemcinctus, est une espèce de tatous de la sous-famille des Dasypodinae. Il a été décrit par Linné en 1758.

## Répartition

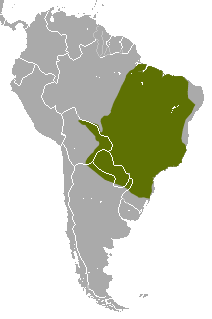
Répartition de l'espèce en Amérique du Sud.

Le Tatou à sept bandes vit dans des zones sèches et désertiques au Brésil, en Argentine, en Bolivie et au Paraguay. 